# Mudanjiang (fiume)
Il Mudanjiang o Mudan (牡丹江S, MǔdānjiāngP; in russo Муданьцзян?, Mudan'czjan; mancese: Mudan bira) è un affluente destro del Songhua della Cina nord-orientale. Il fiume scorre nella provincia dell'Heilongjiang.

## Descrizione
Il fiume ha origine nelle montagne Mudan'lin, fluisce attraverso il lago Jingbo, poi scorre verso nord attraverso Ning'an e Mudanjiang (la città prende il nome dal fiume) e sfocia nel fiume Songhua presso la città di Yilan (nell'omonima contea). La lunghezza del fiume è di 700 km (550 km secondo altri dati); l'area del bacino è di 40 000km². La portata media dell'acqua è di 181 m³/s.